# Хомушку, Василий Ууртакович
Василий Ууртакович Хомушку  (тув. Василий Ууртак оглу Хомушку; 4 декабря 1956 — 13 мая 1999) — поэт, прозаик.

## Биография
Хомушку Василий Ууртакович родился 4 декабря 1956 года в селе Хонделен Барун-Хемчикского района Тувинской автономной области. Окончил филологический факультет Кызылского госпединститута (1980), учился в Высшей комсомольской школе при ЦК ВЛКСМ (1983). Работал учителем Хонделенской восьмилетней школы (1980), корреспондентом, заведующим отделом (1981—1984) и редактором районной газеты «Хемчиктин сылдызы» (1984—1995), директором Тувинского книгоиздательства (1995—1996), главным редактором газеты «Шын» (1997).
Был народным депутатом Верховного Совета Тувинской АССР (1990—1995), депутатом Верховного Хурала Республики Тыва (1998). Литературную деятельность начал в 1978 году. Работал в жанрах поэзии и прозы. Первое стихотворение «Хонделен» напечатано в газете «Тыванын аныяктары» (1978). На русском языке вышла его книга «Сокровенная мечта» (1997) в переводе И. Иргита. Член Союза журналистов России (1987), Союза писателей Республики Тыва (1991), Союза писателей России (1998).
Умер 13 мая 1999 года.

## Основные публикации
- «Первенец» юмористические рассказы
- «Человек в галстуке» юмористические рассказы
- «Милость» рассказы, стихи
- «Лицо земли моей» юмористические рассказы
- «Сокровенная мечта» юмористические миниатюры

## Примечание
1. ↑  Комбу С. С. Василий Ууртакович Хомушку / С. С. Комбу // Тувинская литература : словарь / С. С. Комбу; под ред.: Д. А. Монгуша, М. Л. Трифоновой. — Новосибирск: 2012. — С.319.
2. ↑  Тува литературная. Вып.1 : биобиблиогр. справочник / НБ им. А. С. Пушкина Респ. Тыва; авт.-сост.: С. С. Комбу, Л. М. Чадамба, Е. М. Ак-кыс. — Кызыл, 2007. — 52 с.